# Jacques Crickillon
Jacques Crickillon, né le 13 septembre 1940 à Bruxelles et mort le 11 février 2021, est un écrivain, poète, romancier et essayiste belge de langue française. Il est également connu sous le pseudonyme de Frank Paradis.

## Biographie
Jacques Crickillon a étudié la philologie romane à l'Université libre de Bruxelles. Sa connaissance de l'Afrique et de l'Extrême-Orient, son intérêt pour la sociologie, l'histoire de l'art et des religions s'accompagne d'une passion pour la littérature extra muros. Il a enseigné le français à l'Athénée Fernand Blum à Schaerbeek pendant de nombreuses années.
Son œuvre tantôt principalement romanesque et poétique a été de nombreuses fois récompensée. En 1978, il reçoit le prix triennal de littérature du gouvernement belge de poésie pour son recueil La guerre sainte (André De Rache, 1975). Il obtient le prix Victor Rossel 1980, pour son recueil de nouvelles Supra-Coronada, le Palmier d'Or du Festival international de la Francophonie à  Nice et en 1984 le Prix Alix Charlier-Anciaux de l'Académie Royale de Langue et de Littérature françaises de Belgique pour l'ensemble de son œuvre (prix quinquennal).
Professeur d'Histoire des Littératures au Conservatoire royal de Bruxelles, son œuvre  a été étudiée par de grands critiques tels Jacques De Decker, Alain Bosquet, Eric Brogniet ou Christophe Van Rossom. Sa poésie, qui entretient des liens magiques avec la musique, a inspiré plusieurs fortes créations musicales au musicien Jean-Pierre Deleuze qui déclara y trouver « la réconciliation de l'homme avec la nature ». 
Touche à tout littéraire, Jacques Crickillon a abordé  aussi l'écriture théâtrale et des dramatiques radiophoniques (Sommeil blanc, Le Cri de Tarzan, etc.), l’essai (André Miguel, Oberland, Montagne romantique, etc.) mais également des œuvres pour la jeunesse (Les Oreilles-Coquillages, Contes de la plume et du papier, etc.).
Il est élu à l'Académie royale de langue et de littérature françaises de Belgique le 17 avril 1993, en succession de Marcel Lobet. C'est Jacques-Gérard Linze qui prononce son discours de réception le 26 février 1994. Plusieurs monographies lui été consacrées.
À partir de l’an 2000, il est édité aux éditions du Taillis Pré (À Kénalon, Le Bois de Pluie (2006) ou Le Bois de Cendre (2008) dont Christophe Van Rossom dira : «Ceci n’est pas un livre, un poème, une narration. C’est un couteau sanglant, c’est un portrait sans fard du poète en temps de détresse.» Litanies (2016) est son dernier titre publié dont Jacques De Decker dira qu’il démontrait là «dans un invraisemblable lâcher-tout de fantasmes, de fatrasies, d’aveux et d’aventures qu’il est l’éternel trappeur des hautes terres».

## Œuvres

### Récits et romans
- Cinq Récits, dans Bruxelles à mur ouvert, photographies de Michel Huisman, récits, Bruxelles, Vokaer, 1980.
- Supra-Coronada, roman, Bruxelles, La Renaissance du Livre, 1980. *Prix Victor Rossel 1980
- Parcours 109, roman, Bruxelles, La Renaissance du Livre, 1983.
- La Nuit du Seigneur, roman, Bruxelles, Paul Legrain, 1984.
- Le Tireur birman, roman, Paris, Belfond, 1987.
- Les Oreilles-Coquillages, sous le nom de Frank Paradis, roman, Bruxelles, Pré aux Sources, 1991.
- Enfant avec cravate et peintures de guerre, sous le nom de Frank Paradis, roman, Bruxelles, Pré aux Sources, 1992.
- Contes de la plume et du papier, sous le nom de Frank Paradis, roman, Bruxelles, Pré aux Sources, 1993.
- Babylone Demain, suivi de Le Tueur birman, Parcours 109 et Supra-Coronada, récits, Bruxelles, La Renaissance du Livre, coll. «Les Maîtres de l'Imaginaire», 2001.
- A Kénalon I, récits, Châtelineau, Le Taillis Pré, 2004.
- A Kénalon II, récits, Châtelineau, Le Taillis Pré, 2005.
- Le Bois de pluie, roman, Châtelineau, Le Taillis Pré, 2006.
- A Kénalon I et II, sous coffret, avec un collage de Ferry C., récits, Châtelineau, Le Taillis Pré, 2006.

### Poésie
- La Défendue, poésie, André De Rache, Bruxelles, 1968.
- L'Ombre du Prince, poésie, André De Rache, Bruxelles, 1971.
- La Barrière blanche, poésie, André De Rache, Bruxelles, 1974.
- La Guerre sainte, poésie, André De Rache, Bruxelles, 1975. *Prix triennal de poésie 1977
- À visage fermé, poésie, André De Rache, Bruxelles, 1976.
- Régions insoumises, poésie, Amay, Vérités, 1978.
- Région interdite, avec 11 collages de Ferry C., poésie, Bruxelles, Cyclope, 1978.
- «Approche de Tao», dans La Boîte à poèmes : Jacques Crickillon, poésie, Amay, Vérités, 1979
- Colonie de la Mémoire, poésie, Bruxelles, La Renaissance du Livre, 1979.
- Nuit la Neige, avec 11 collages de Ferry C., poésie, Amay, Vérités, Amay, 1981.
- Retour à Tawani, poésie, Paris, Belfond, 1983.
- L'Indien de la Gare du Nord, poésie, Paris, Belfond, 1985 (rééd. Lausanne, L'Âge d'Homme, 2000).
- Grand Paradis, poésie, Lausanne, L'Âge d'Homme, 1988.
- Sphère, poésie, Lausanne, L'Âge d'Homme, 1991.
- Neuf Royaumes, poésie, Amay, L'Arbre à Paroles, 1991.
- Vide et Voyageur, poésie, Lausanne, L'Âge d'Homme, 1993.
- Ténébrées, poésie, Amay, L'Arbre à Paroles, 1993.
- Ode à Lorna Lherne, poésie, Amay, L'Arbre à Paroles, 1994.
- Élégies d'Évolène, poésie, Lausanne, L'Âge d'Homme, 1995.
- Talisman, poésie, Amay, L'Arbre à Paroles, 1995.
- Ballade de Lorna de l'Our, poésie, Amay, L'Arbre à Paroles, 1996.
- L'Astrolabe, poésie, Bruxelles, Maelstrom, 1997.
- Au bord des Fonderies mortes, poésie, Lausanne, L'Âge d'Homme, 1998.
- La Chanson de Nana Sumatra, poésie, Lausanne, L'Âge d'Homme, Lausanne, 2001.
- Cercle Afanema (La Défendue, L'Ombre du Prince, La Barrière blanche, La Guerre sainte, À Visage fermé), poésie, Châtelineau, Le Taillis Pré, 2001.
- Phase Terminale, sous coffret, avec des illustrations de l'auteur, Le Taillis Pré, 2010.

### Essais
- L'œuvre romanesque d'Albert Ayguesparse, essai, André De Rache, 1970.
- André Miguel, essai, Rodex, Subervie, 1977.
- Raymond Chasle L'Île-Étoile, Amay, Vérités, Amay, 1978.
- Oberland, Montagne romantique, suivi d'Engadine et Montagne symboliste, Bruxelles, La Renaissance du Livre, 2000.

- Compagnons d’aventure. Chroniques de science-fiction, fantasy et fantastique (1988-2013), Bruxelles, SAMSA, Académie royale de langue et de littérature française, 2015. 280 p.

## Prix et distinctions
- Prix Franz De Wever 1968 de l'Académie Royale de Langue et de Littérature françaises de Belgique pour son recueil de poèmes La Défendue[4]
- Grand Prix triennal de Littérature du gouvernement belge 1978 pour son recueil La guerre sainte (André De Rache, 1975)
- Prix Victor Rossel 1980 pour Supra-Coronada
- Le Palmier d'Or du Festival international de la Francophonie à  Nice,
- Prix Alix Charlier-Anciaux 1984 de l'Académie Royale de Langue et de Littérature françaises de Belgique pour l'ensemble de son œuvre[5].